# Министерство общественной безопасности КНР
Министерство общественной безопасности КНР (кит. упр. 公安部, пиньинь gōng ān bù) — орган исполнительной власти КНР, в чьи обязанности входит выполнение полицейских функций (Народная полиция КНР), охрана общественного порядка, защита политического и государственного строя, высшего руководства государства и важных государственных объектов, антитеррористическая борьба против экстремизма и сепаратизма на территории Китая. Имеет те же функции, что и Министерство внутренних дел (МВД) в других странах.

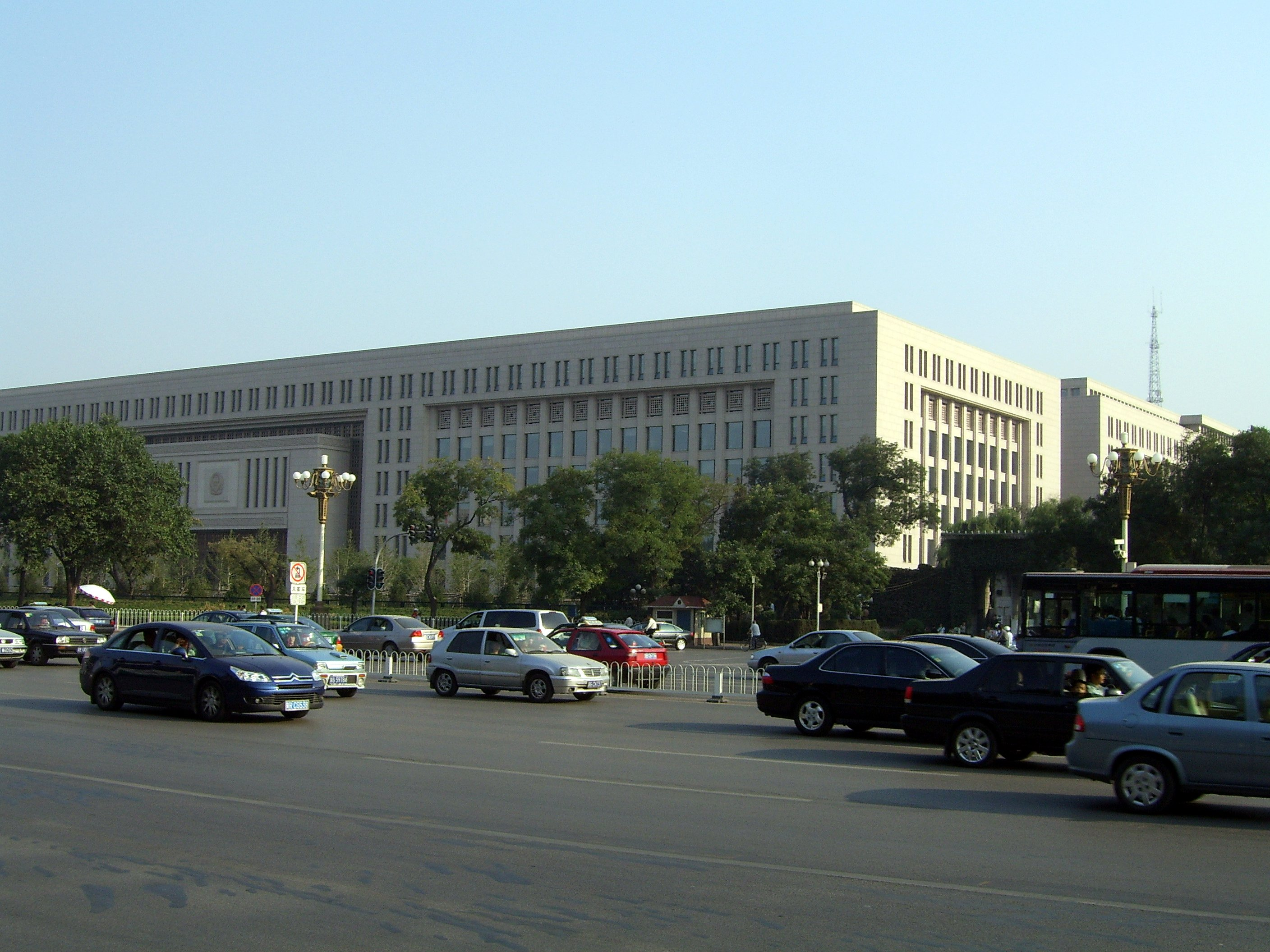
Здание Министерства общественной безопасности в Пекине

## Организационная структура
Организационная структура МОБ КНР включает в себя двадцать семь оперативных и технических управлений:

### Управления МОБ КНР
- 1-е: главное управление охраны общественного порядка
  - управление народной полиции
- 2-е: борьба с экономическими преступлениями (ранее управление по борьбе с преступлениями в финансовой сфере）
- 3-е: охрана государственного строя
  - 4-й отдел: статистический, переписи населения
- 4-е: пограничные войска
- 5-е: уголовный розыск
  - отдел криминалистической экспертизы (ранее 2-й НИИ МОБ）
  - 12-й отдел: кинологический
    - Питомник служебного собаководства
- 6-е: пограничная служба
- 7-е: пожарная охрана[кит.]
- 8-е: внутренние войска
- 9-е: государственная охрана
- 10-е: милиция на ж/д транспорте
- 11-е: безопасности связи и коммуникаций (ранее управление средств безопасности общественной связи）
- 12-е: технического контроля
- 13-е: исправительно-трудовые учреждения
- 14-е: милиция на морском транспорте (работает в координации с Министерством транспорта КНР）
- 15-е: милиция на авиатранспорте (работает в координации с Администрацией гражданской авиации КНР）
- 16-е: служба природоохраны (работает в координации с Администрацией лесных ресурсов КНР）
- 17-е: госавтоинспекция
- 18-е: правовое
- 19-е: международных связей (“Центральное бюро Интерпола в КНР»）
- 20-е: финансовое
- 21-е: борьба с незаконным оборотом наркотиков
- 22-е: научно-техническое
- 23-е: безопасность служебной связи (управление министерской связи）
- 24-е: таможенное (работает в координации с Таможенной службой КНР[кит.]）
- 25-е: конвойное
- 26-е: контроль за религиозными организациями
- 27-е: борьба с терроризмом
- Дисциплинарное управление：
  - дисциплинарный комитет и другие службы
- Главное контрольно-ревизионное управление

Общая численность личного состава МОБ КНР превышает 3 млн человек.

## Министры общественной безопасности КНР
- Ло Жуйцин (октябрь 1949 — сентябрь 1959)
- Се Фучжи (сентябрь 1959 — март 1972)
- Ли Чжэнь (март 1972 — октябрь 1973)
- Хуа Гофэн (октябрь 1973 — март 1977)
- Чжао Цанби (март 1977 — апрель 1983)
- Лю Фучжи (май 1983 — август 1985)
- Жуань Чунъу (сентябрь 1985 — март 1987)
- Ван Фан (апрель 1987 — ноябрь 1990)
- Тао Сыцзюй (декабрь 1990 — март 1998)
- Цзя Чуньван (март 1998 — декабрь 2002)
- Чжоу Юнкан (декабрь 2002 — октябрь 2007)
- Мэн Цзяньчжу (октября 2007 — декабрь 2012)
- Го Шэнкунь (декабрь 2012 — ноябрь 2017)
- Чжао Кэчжи (ноябрь 2017 — июнь 2022)
- Ван Сяохун (с июня 2022)